# Matija Radivojević
Matija Radivojević (poznat kao: Matija Šabančić; poslije 1450. – poslije 1490.), prvi osmanski bosanski vazalni kralj od 1465. do 1471. godine. Jedan od posljednjih poznatih članova dinastije Kotromanić.

## Životopis
Bio je jedan od tri sina protukralja Radivoja Ostojića, nezakonitog sina bosanskog kralja Stjepana Ostoje, koji vladao Bosnom između 1433. i 1435. godine. Njegov otac se neuspješno borio za bosansku krunu između 1432. i 1435. godine. Matija je imao dva brata, Tvrtka i Đurđa.
Godine 1463. Bosansko kraljevstvo je palo, a Bosna postala dio Osmanskog Carstva. Matijin otac, brat Tvrtko i rođak, kralj Stjepan Tomašević, pogubljeni su po naredbi sultana Mehmeda II. Osvajača. Mehmed II. je Matiju proglasio bosanskim kraljem. Međutim, Matija nije dobio mnogo više od titule, budući da pravo kraljevstvo više nije postojalo. Njegov teritorij se najvjerojatnije nalazilo u dolini rijeke Lašve. 
Cilj proglašavanja Matije bosanskim kraljem bilo je osiguravanje lojalnosti lokalaca u vrijeme kad su Mađari pokušavali sebi pripojiti ostatke kraljevstva. Jedini izvori koji ga spominju su dubrovački i vezani su za izdavanje darova. Bio je oženjen izvjesnom Turkinjom. Također, lokalno stanovništvo u to doba nije voljelo Matiju, a i nije se puno zanimao za vladanje u državi.
Matija se posljednji put spominje 1471. godine. Već sljedeće godine se kao osmanski kralj Bosne se spominje Matija Vojsalić, dok je ugarski kralj Matija Korvin za ugarskog kralja Bosne imenovao Nikolu Iločkog. Matija Radivojević je umro nakon 1490. godine.

## Vanjske povezice
| Prethodnik:       | Bosanski kralj 1465. – 1471. | Nasljednik:     |
| Stjepan Tomašević | Bosanski kralj 1465. – 1471. | Matija Vojsalić |